# منتدى غليون
منتدى غليون (بالإنجليزية: Glion Colloquium)‏ هي مؤسسة فكرية مختصة في التعليم العالي، مقرها في سويسرا.
يعقد المنتدى كل عامين في قرية غليون في سويسرا، بهدف النظر في دور مؤسسات التعليم العالي الرائدة في العالم في مواجهة التحديات والفرص الناشئة. ومن بين أهم أهدافها: زيادة دور الجامعات في عملية الاستدامة.

## نبذة عامة
شارك في تأسيس منتدى غليون كل من: لوك إي ويبر وفيرنر زد هيرش. وقد عقد المؤتمر الأول في غليون في مايو 1998. كتب إعلان غليون فرانك إتش تي رودس في عام 1999. وهو يشكك في مكانة الجامعة في مجتمع يحركه السوق. كما يبحث في آثار العولمة على الجامعات البحثية. ونص إعلانها الثاني في عام 2009 على أن «الجامعات موجودة لتحرير الإبداع اللامحدود للجنس البشري وللاحتفال بالمرونة اللامحدودة للروح البشرية».

## إصدارات
- إعلان غليون، فرانك إتش تي رودس (مؤلف) (1999)
- الحوكمة في التعليم العالي: الجامعة في حالة تغير مستمر، لوك إي ويبر (مؤلف)، فيرنر ز. هيرش (محرر)، فيرنر هيرش (مؤلف) (2001)
- بينما تنهار جدران الأكاديميا، لوك إي ويبر (محرر)، فيرنر هيرش (محرر) (2003)
- إعادة اختراع جامعة الأبحاث، لوك إي ويبر (محرر)، جيمس جونسون دودرشتات (محرر)، 2004
- الجامعات والأعمال: الشراكة من أجل مجتمع المعرفة، لوك إي ويبر (محرر)، جيمس جونسون دودرشتات (محرر)، 2006
- عولمة التعليم العالي)، لوك إي ويبر (محرر)، جيمس جونسون دودرشتات (محرر)، 2008
- البحث الجامعي للابتكار، لوك إي ويبر (محرر)، جيمس جونسون دودرشتات (محرر)، (2010)